# Lobatse
Lobatse è una città del Botswana, con una popolazione di 29 007 abitanti.
Si trova nel distretto Sudorientale, e da un punto di vista amministrativo, costituisce un'entità di primo livello insieme alle altre 5 maggiori città: Gaborone, Francistown, Selebi Pikwe, Jwaneng e Sowa Town.

## Località
- B M C Maokaneng (Ext 103)
- B.C Thema (Extension 106)
- Delta (Extension 109)
- Hillside/Boswelatlou (Ext 10)
- Jacaranda (Extension 111)
- Maipei (Extension 107)
- New Look (Extension 104)
- Peleng (Extension 102)
- Town Centre (Extension 110)
- Wood Hall 1 (Extension 105)
- Wood Hall 2 (Extension 108)
- Wood Hall 3 (Extension 112)